# Andreas Hammerschmidt
Andreas Hammerschmidt (1611 o 1612 en Brüx, hoy Most, Bohemia, República Checa - † 29 de octubre de 1675 en Zittau) fue un organista y compositor alemán. 

## Vida
Su padre, Hans Hammerschmidt, era un talabartero originario de Carthause cerca de Zwickau. De su madre no se conocen datos. En 1626 la familia se vio forzada a emigrar de Brüx (Most) a Freiberg debido a la re-catolización forzosa de Bohemia durante la Guerra de los Treinta Años. En 1629 su padre obtuvo la ciudadanía de Freiberg.
No se conoce quiénes fueron los maestros de música de Hammerschmidt, pero se supone que pudieron haber sido Balthasar Springer (1608-1654), organista de la catedral de Freiberg, Chr. Demantius, cantor de la catedral o Christoph Schreiber, el organista de la iglesia de San Pedro.
Entre 1633 y 1634 ejerce su primer puesto como organista del castillo Weesenstein del conde Rudolf von Bünau. En julio de 1634 es nombrado sucesor de Christoph Schreiber (que había aceptado un puesto en Zittau) como organista de la iglesia de San Pedro en Freiberg. En 1637 se casó con Ursula Teufel, la hija de un comerciante de Praga, con quien tuvo seis hijos, de los que sólo sobrevivieron tres niñas. Ese mismo año obtiene la ciudadanía de Freiberg.
Tras la muerte de Schreiber, Hammerschmidt es nombrado nuevamente su sucesor, esta vez en la iglesia de San Juan de Zittau, una ciudad muy rica en esa época y donde viviría el resto de su vida. Entre sus colegas en la ciudad estaban el cantor Simon Crusius (1607-1678) y el rector de la escuela Johanneum, Christian Keimann (1607-1662). Hammerschmidt escribió la música de varios himnos de Keiman y además publicó sus propias composiciones con prefacios escritos por Heinrich Schütz y Johann von Rist. Su labor le permitió vivir de forma acomodada y ser respetado en la comunidad. El himno de Keimann "Meinen Jesum laß ich nicht" con música de Hammerschmidt se canta aún en las iglesias luteranas. 
Desafortunadamente, en 1757 hubo un incendio en Zittau que destruyó las fuentes documentales sobre la vida de Hammerschmidt. Se conoce poco de sus viajes y contactos. Se sabe que visitó a Schütz en Dresde, donde escuchó sus obras y las de compositores italianos. Se sabe igualmente que se trasladó a Görlitz por la dedicatoria en unos motetes para el Collegium Musicum de esa ciudad. Una composición para la consagración de la iglesia de Santa Isabel demuestra que tuvo contacto con la ciudad de Breslau.
Se tienen noticias de que tuvo fuertes desacuerdos con Johann Rosenmüller en Leipzig y un vinatero en Zittau de apellido Mauer. Hammeschmidt actuó como administrador del pueblo y el bosque de Waltersdorf y además obtuvo el privilegio de ser nombrado el único maestro de instrumentos de tecla de la ciudad de Zittau. Por esta razón, su situación económica le permitió comprar y construir varias casas.
Hammerschmidt es parte del grupo de compositores evangélicos luteranos como Heinrich Schütz y Johann Sebastian Bach, aunque la calidad de sus composiciones es mucho menor que la de estos. Escribió himnos, cantatas, motetes, arias y otras composiciones vocales e instrumentales. A pesar de que Hammerschmidt fue organista toda su vida, de entre las 400 obras que se conservan de él no hay ni una pieza para órgano. De hecho, no hay evidencia de que publicase nada para el órgano.

## Obras (selección)
- Erster Fleiß allerhand neuer Paduanen, Galliarden, Balletten, Mascharaden, Francoischen Arien, Courenten u. Sarabanden, 5 St. auf Violen, Generalbaß, 1636 (16392, 16483, 16504; publicada por Helmut Mönkemeyer, 1939);
- Ander Tl. neuer Paduanen usw., 5 u. 3 St. auf Violen, Generalbaß, 1639 (16502, 16583);
- Musicalische Andachten, 5 Tle., I (Geistl. Konzerte), 1639; II (Geistl. Madrigalien), 1641 (16502; 16593); III (Geistl. Symphonien), 1642 (16522); IV (Geistl. Motetten u. Konzerte), 1646 (16542; 16693); V (Chormusik), 1653;
- Weltl. Lieder oder Liebesgesänge I, 1642 (16512); II, 1643 (16502); III (Geist- u. weltliche Oden u. Madrigalien), 1649;
- Dialogi oder Gespräche zw. Gott u. einer gläubigen Seelen I, 1645 (16694; bearb v. A. W. Schmidt, in: DTÖ VIII/1, Wien 1901); II (Das Hohelied Salomonis in Opitz' Übertr.), 1645 (16522; 16563; 16584);
- Motettae unius et duarum vocum, 1649;
- Lob- u. Danklied, Ps 84 (9st.), 1652;
- Musical. (2. Tl.: Geistl.) Gespräche über die Evangelia I, 1655; II, 1656;
- Neue Musikalische Katechismus-Andachten.  Lüneburg 1656 (38 geistl. Lieder)
- Fest-, Buß- u. Danklieder (5 Sing- u. 5 Instr.stimmen mit Generalbaß,. 1658/59;
- Kirchen- u. Tafelmusik (Geistl. Konzerte), 1662;
- Missae (nur Kyrie u. Gloria, als Missae breves, 5-l2st.), 1663;
- Fest- u. Zeit-Andachten (6st.), 1671.

## Nuevas ediciones
- Erster Fleiß. Instrumentalwerke zu 3 u. 5 St., publicada por Helmut Mönkemeyer, = Das Erbe Dt. Musik 49, Abt. Kammermusik VII, Kassel 1957;
- Weltl. Oden oder. Liebesgesänge (1642-49), publicada por Hans Joachim Moser, = Das Erbe Dt. Musik 43, Abt. u. Sologesang V, Maguncia 1962;
- Ausgew. Kirchenmusik, publicada por Diethard Hellmann, = Geistl. Chormusik IV, Das Chorwerk alter Meister VI, Stuttgart 1964;

## Discografía
- Ensemble Sagittarius, Maîtrise de Radio France, (Michel Laplénie): Andreas Hammerschmidt, Motets extraits des Musicalische Andachten, des Fest-, Buß- und Danklieder et des Fest- und Zeitandachten, MPO assai, Radio France, 2000

- Hesperion XX (Jordi Savall): Andreas Hammerschmidt, Vier Suiten aus der Sammlung “Erster Fleiß”, Ars Musici, Friburgo 1986

- Himlische Cantorey, J. Rosenmüller Ensemble, Knabenchor Hannover (Jörg Breiding): VERLEIH UNS FRIEDEN, Geistliche Vokalmusik von Andreas Hammerschmidt, NDR/Rondeau Production, Windsbach 2005

- Weser-Renaissance Bremen (Manfred Cordes): Andreas Hammerschmidt, Sacred Works. Kirchen- und Tafelmusik (1662). Motettae unius et duarum vocum (1649), Classic production osnabrück, Georgsmarienhütte, 2003